# Zimokwiat wczesny
Zimokwiat wczesny (Chimonanthus praecox (L.) Link) – gatunek rośliny z rodziny kielichowcowatych (Calycanthaceae Lindl.). Występuje naturalnie we wschodnich Chinach – w prowincjach Anhui, Fujian, Kuejczou, Henan, Hubei, Hunan, Jiangsu, Szantung, Shanxi, Syczuan, Junnan oraz Zhejiang. Ponadto jest uprawiany w wielu częściach świata.

## Morfologia

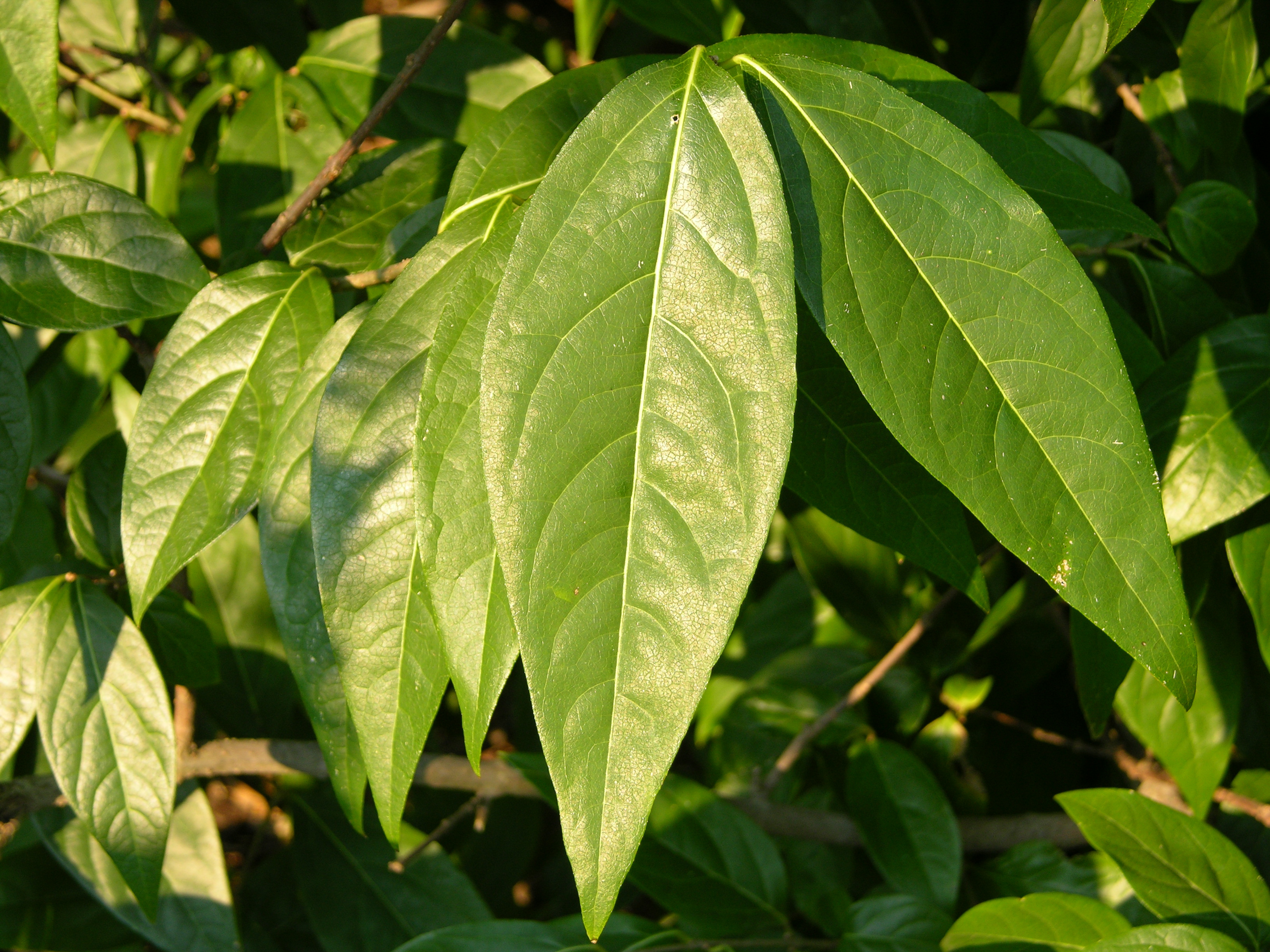
Liście gatunku

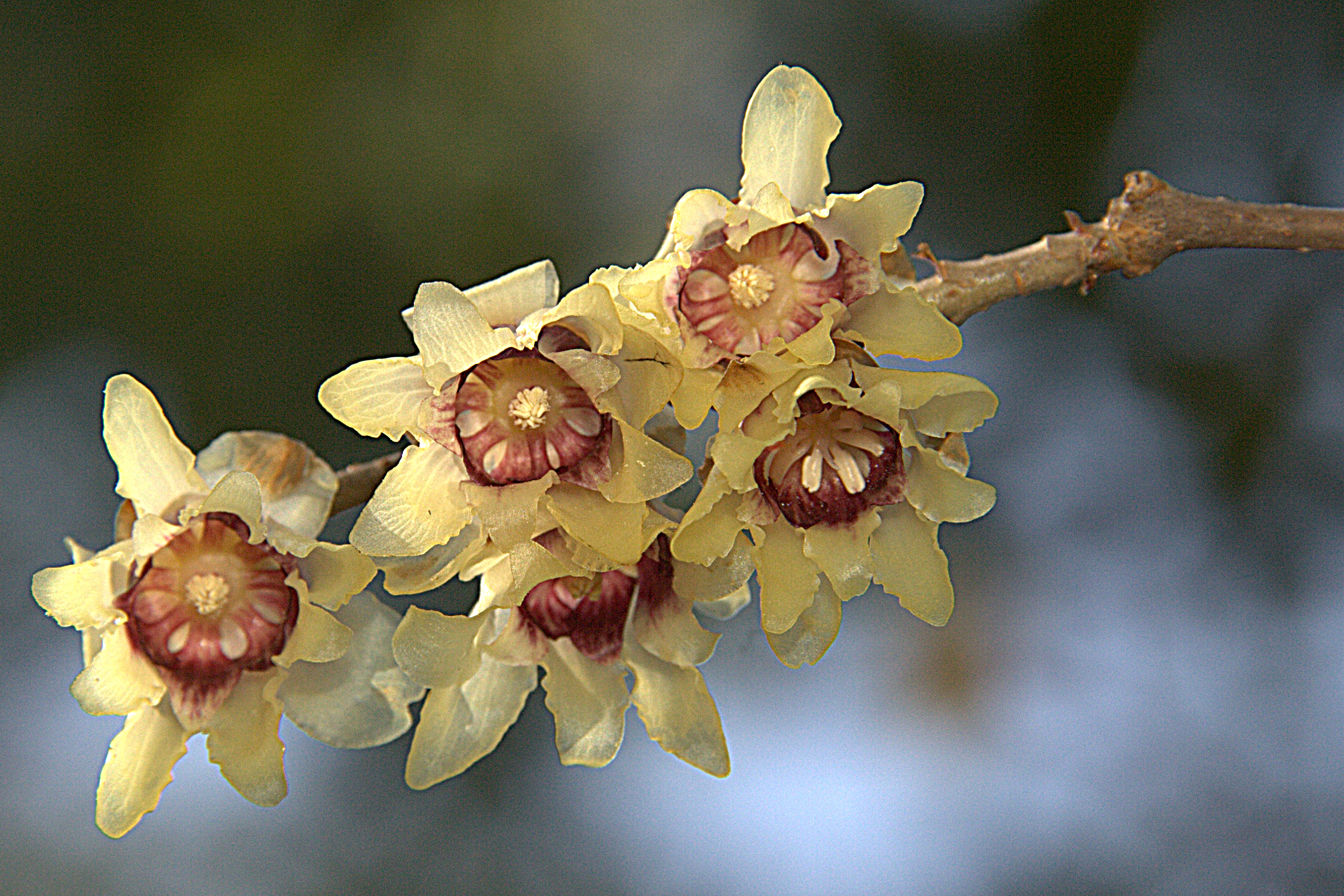
Kwiaty mają żółtawą barwę

PokrójZrzucający liście lub częściowo zimozielony krzew lub małe drzewo. Dorasta do 3–13 m wysokości. Młode gałązki są owłosione i czworokątne w przekroju poprzecznym.
LiścieNaprzeciwległe. Mają kształt od owalnego do eliptycznego lub podłużnie eliptycznego. Mierzą 5–29 cm długości oraz 2–12 cm szerokości. Są nagie. Blaszka liściowa jest o nasadzie od ostrokątnej do zaokrąglonej i długo spiczastym lub ogoniastym wierzchołku. Ogonek liściowy jest owłosiony i dorasta do 3–18 mm długości.
KwiatyObupłciowe, pojedyncze, rozwijają się w kątach pędów lub bezpośrednio na pniach i gałęziach (kaulifloria). Mają żółtawą barwę i 15–40 mm średnicy. Wydzielają zapach. Listków okwiatu jest 15–21, mają kształt od okrągłego do odwrotnie jajowatego, z wierzchołkiem od uciętego do zaokrąglonego, listki wewnętrzne są często z purpurowymi plamkami. Kwiaty mają 5–8 pręcików, często z owłosionymi nitkami u podstawy, oraz 2–15 prątniczków. Słupków jest 5–15, są owłosione u podstawy.
OwoceNiełupki o kształcie od elipsoidalnego do nerkowatego, osiągają 15–16,5 mm długości i 6 mm szerokości, są owłosione u podstawy, mają brązową barwę. Są zamknięte w dzbankowatym, zwężonym przy wierzchołku, mniej lub bardziej zdrewniałym dnie kwiatowym o długości 2–6 cm i szerokości 1–2,5 cm.

## Biologia i ekologia
Rośnie w lasach. Występuje na wysokości od 500 do 1100 m n.p.m. Kwitnie od listopada do marca, natomiast owoce dojrzewają od kwietnia do listopada.

## Zastosowanie
W medycynie tradycyjnej liście i korzenie tego gatunku są wykorzystywane w leczeniu reumatyzmu, krwotoków czy lumbago. Olej z nierozwiniętych kwiatów stosuje się w leczeniu depresji.